# حمالة صدر مخصصة للإرضاع
نهدية الإرضاع أو حمّالات الصدر المخصّصة للإرضاع هي نهدية بدعم إضافي للنساء اللواتي يرضعنَ أطفالهن، لتسمح لهن بعملية إرضاع مريحة من دون الاضطرار لخلع النهدية، تستطيع المرأة فتح مقدّمة النهدية بيد واحدة، كاشفةً الحلمة فقط، وعند الانتهاء من الإرضاع تستطيع ببساطة إعادتها عن طريق مشبك أو رباط.

## الغاية من تصميمها
صُمّمت حمالات الصدر المخصّصة للإرضاع لتوفير وصول سريع وسهل إلى الثدي بهدف الرضاعة الطبيعية. عادةً ما تحتوي على أجنحة يمكن فكّها أو طيّها للأسفل أو إلى الجانب بيد واحدة. تستطيع المرأة ارتداء هذه الحمّالات تحت مجموعة متنوعة من الملابس.

### التغيّرات خلال الحمل
تُجرَى قياسات حمّالة الصدر المناسبة بواسطة استشاري الرضاعة. تستطيع المرأة اختيار حمّالة صدر مُدعّمة من الجانب أو من الأسفل، مع مساحة واسعة من الخلف لتأمين الدعم الأمثل. عادةً ما تحتوي حمالات الصدر على أربعة صفوف من خطّافات الإغلاق في الخلف، للسماح للمرأة بضبط حجم شريط حمّالة الصدر إلى حد معيّن. يوصي الخبراء بحمّالة صدر مصنوعة من مزيج من القطن والليكرا، مع أكواب أماميّة تمتد لاستيعاب التغيرات في حجم الثدي. تشتري معظم النساء حمالتَين مخصّصتَين للإرضاع أو أكثر حتى يتمكن من التبديل بينهم. قد تختار النساء ذوات الأثداء الصغيرة اللاتي لا يرتدين حمالة الصدر عادةً ارتداء حمالة صدر مخصّصة للإرضاع لدعم أثداهن التي ازداد حجمها، أو ببساطة لمنع تسرّب الحليب إلى ملابسهن.

### تغيّر حجم الثدي
ينمو ثدي المرأة خلال فترة الحمل. إذ تحتاج النساء إلى حمّالة صدر ذات حجم أكبر من تلك التي اعتادت ارتداءها قبل الحمل. بمجرد ولادة الطفل وبعد حوالي  50 إلى 73 ساعة من الولادة، ستشعر الأم بامتلاء ثدييها بالحليب. وتحدث عند هذه النقطة تغيّرات سريعة جدًّا في الثدي. ينتفخ ثدي المرأة بشكل كبير بمجرد أن تبدأ الرضاعة، ويمكن أن تشعر بالألم والثقل والإحساس بوجود كتل(وهذا ما يسمّى طبيًا تحفّل الثدي).

### التغيّرات خلال الإرضاع
من المهم أن ترتدي المرأة حمّالة صدر مخصّصة للإرضاع، لتوفير الدعم المناسب والملاءمة الأمثل، وتسهيل الرضاعة، وتجنّب تحفّل واحتقان الثديين، أو المضاعفات الأخرى التي تمنع الطفل من الرضاعة بشكل فعّال، من المهم ارتداء حمالات الصدر الملائمة تمامًا للمرأة. عندما ترتدي المرأة حمالة صدر ضيقة جدًا، قد ينخفض معدل إدرار الحليب لديها، أو تعاني من انسداد القنوات اللبنية، أو تُصاب بعدوى مؤلمة جدًّا تسمى التهاب الثدي. يمكن أن يؤثّر التهاب الثدي جسديًا ونفسيًا على قدرة الأم على الرضاعة الطبيعية.

## أشكال حمّالات الصدر المخصّصة للإرضاع
يوجد مجموعة متنوعة من تصاميم حمّالات الصدر المخصّصة للإرضاع، فمنها ذات الأكواب الناعمة، أو تحتوي على سلك معدني داعم، أو المخفية، أو الواسعة. تُصمّم بعض حمالات الصدر المخصّصة للإرضاع بشكل حمّالة صدر رياضية، مما يسمح للأم المرضعة بممارسة الرياضة بسهولة أكبر. تحتوي بعض الملابس الخارجية مثل القمصان حمالة صدر مدمجة في الثوب، وهناك أيضًا حمالات صدر مبطنة وذات حجم زائد. ينصح بعض الخبراء بعدم ارتداء الأم المُرضع لحمّالات الصدر ذات الأسلاك الداخلية، لأنها يمكن أن تحد من تدفق الحليب وتسبب التهاب الثدي. كانت معظم حمالات الصدر التقليدية ذات لون أبيض، تقدّم الآن الشركات المصنعة مجموعة متنوعة من الألوان والأشكال، مثل الطبعات الحيوانية أو الأزهار، ويحتوي بعضها على دانتيل وأشرطة.
يوصي الخبراء بارتداء حمّالات الصدر المخصّصة للإرضاع، ذات القدرة على التمدّد، وجيّدة الامتصاص، وتلك التي لا تضغط الثديين بشكل يمنع تدفّق الحليب. وتُنصح النساء بارتداء حمالات الصدر المصنوعة من القطن بنسبة 100%أو مزيج من القطن والليكرا، أو غيرها من المواد الاصطناعية القابلة للتمدّد. ليس من الضروري ارتداء حمّالة صدر ليلًا، وتستطيع النساء اللواتي يعانين من تسرّب حليب شديد ليلًا، ارتداء ثوب دون أكمام واسع.

## حمّالات الصدر والإرضاع الطبيعي
يعد اختيار حمالة صدر مخصّصة للإرضاع أمرًا مهمًا لمساعدة الأم على الشعور بالراحة عند الإرضاع في مختلف الظروف. في بعض الثقافات الغربية، وبينما تُعرض الأثداء العارية أو شبه العارية علنًا على الشواطئ، وفي المجلات، والأفلام، ما زال كشف الصدر للإرضاع الطبيعي في الأماكن العامّة من التابوهات.

## التاريخ

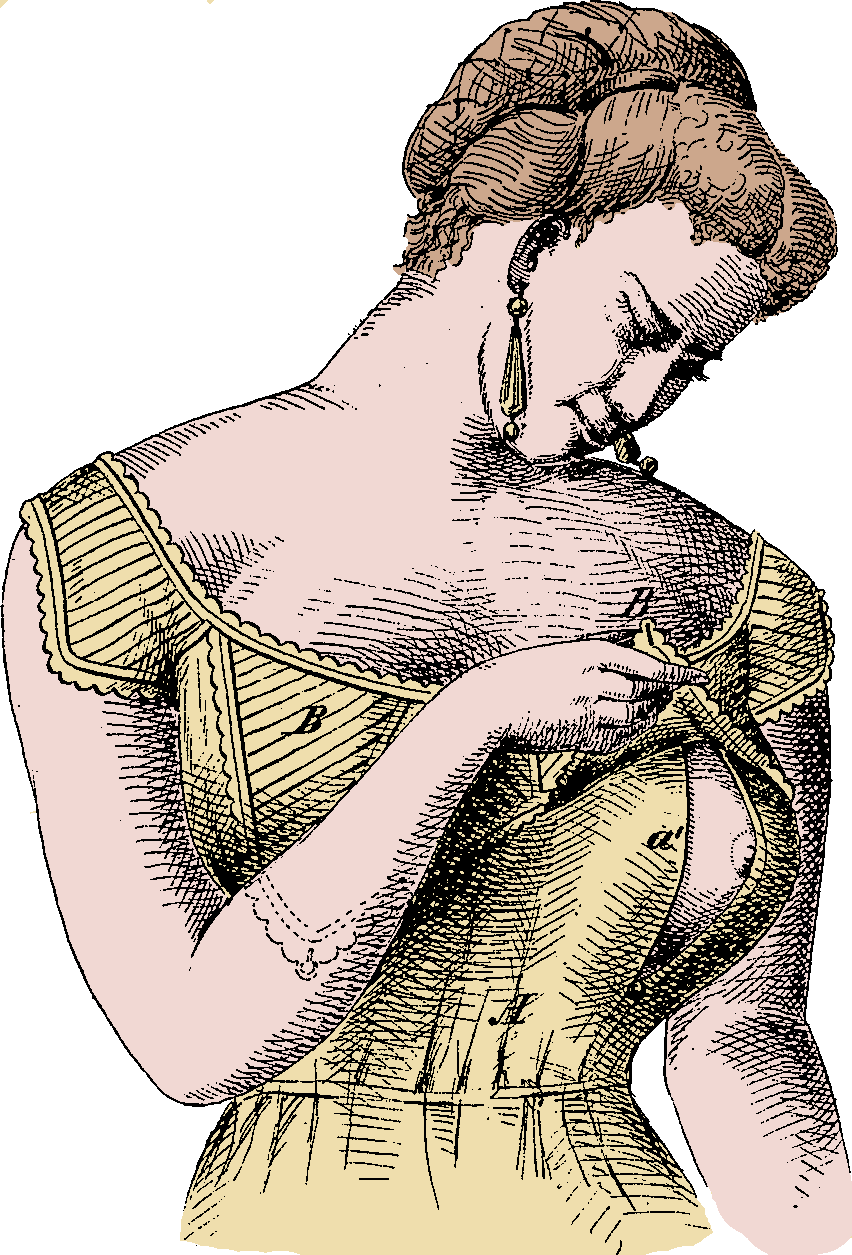
رسم لتصميم حمالة صدر تسمح بالإرضاع يعود لأواخر القرن التاسع عشر لعام سنة 1872.

مُنحَت أوّل براءة اختراع لحمالة صدر في الولايات المتحدّة في عام  1913 إلى ماري فيلبس جاكوب. اُعترَف بهذا الاختراع على نطاق واسع على أنّه السلف الأول لحمّالة الصدر الحديثة، وبالتالي حمّالات الصدر المخصّصة للإرضاع.

### الابتكارات وبراءات الاختراع
حصل ألبرت إي غلاسر في عام  1943على أوّل براءة اختراع لابتكاره أوّل حمّالة صدر مخصّصة للإرضاع. شهدت الفترة بعد الحرب العالمية الثانية طفرة في المواليد، ممّا سبّب ازدهارًا في سوق حمّالات الصدر المخصّصة للرضاعة. وزاد الابتكار والتجديد في هذا المجال لبعض الوقت، وسيطرت شركات الملابس الداخلية الكبيرة على السوق.
صناعة حمالات الصدر المخصّصة للإرضاع مجزأة للغاية. وتشمل المصتّعين التقليديين لحمّالات الصدر مثل «ووندر برا»، صُمّم منتجهم لتلبية حاجة النساء اللواتي يتبدّل حجم أثدائهن من ساعة إلى أخرى أثناء الرضاعة. ثمّ ظهر ابتكار آخر في مجال حمّالات الصدر من قبل ماري سانشيز، التي حصلت على براءة اختراع في عام  1991لابتكارها طريقة تثبيت بيد واحدة، مع القدرة على تعديل الحجم.
تتوفّر للنساء اللواتي يستخدمن مضخّة حليب الثدي أنواع خاصة من حمّالات الصدر، تتيح إمكانية ضخ الحليب دون استخدام اليدين.